# Musenyi (vattendrag i Burundi, Makamba, lat -4,17, long 29,68)
Musenyi är ett vattendrag i Burundi.   Det ligger i provinsen Makamba, i den södra delen av landet, 90 km söder om huvudstaden Bujumbura.
Omgivningarna runt Musenyi är huvudsakligen savann. Runt Musenyi är det ganska tätbefolkat, med 149 invånare per kvadratkilometer.